# Lingua brahui
La lingua brahui o brahui (dall'omonimo popolo Brahui) è una lingua prevalentemente parlata nella regione del Belucistan, tra Iran, Pakistan, India e Afghanistan. Appartiene al ramo settentrionale della famiglia linguistica dravidica.

## Storia
Si tratta dell'unica lingua dravidica parlata al di fuori dell'India, e si pensa che sia l'ultima traccia di un'antica colonizzazione dravidica dell'intero subcontinente indiano (forse collegata all'antica civiltà della valle dell'Indo), terminata poi con l'invasione degli Indoeuropei e il sospingimento dei dravidi nel sud della penisola del Deccan.
Secondo i sostenitori dell'ipotesi lingue elamo-dravidiche, sarebbe una delle prove del fatto che nell'antichità ci sarebbe stata una colonizzazione dal medio-oriente verso la penisola indiana, che avrebbe portato nella zona l'agricoltura ed una nuova lingua da cui sarebbe derivata la famiglia linguistica dravidica.